# Epirhyssa tristis
Epirhyssa tristis là một loài tò vò trong họ Ichneumonidae.